# Bidens ekmanii
Bidens ekmanii là một loài thực vật có hoa trong họ Cúc. Loài này được O.E.Schulz mô tả khoa học đầu tiên năm 1929.